# Harfentreppe

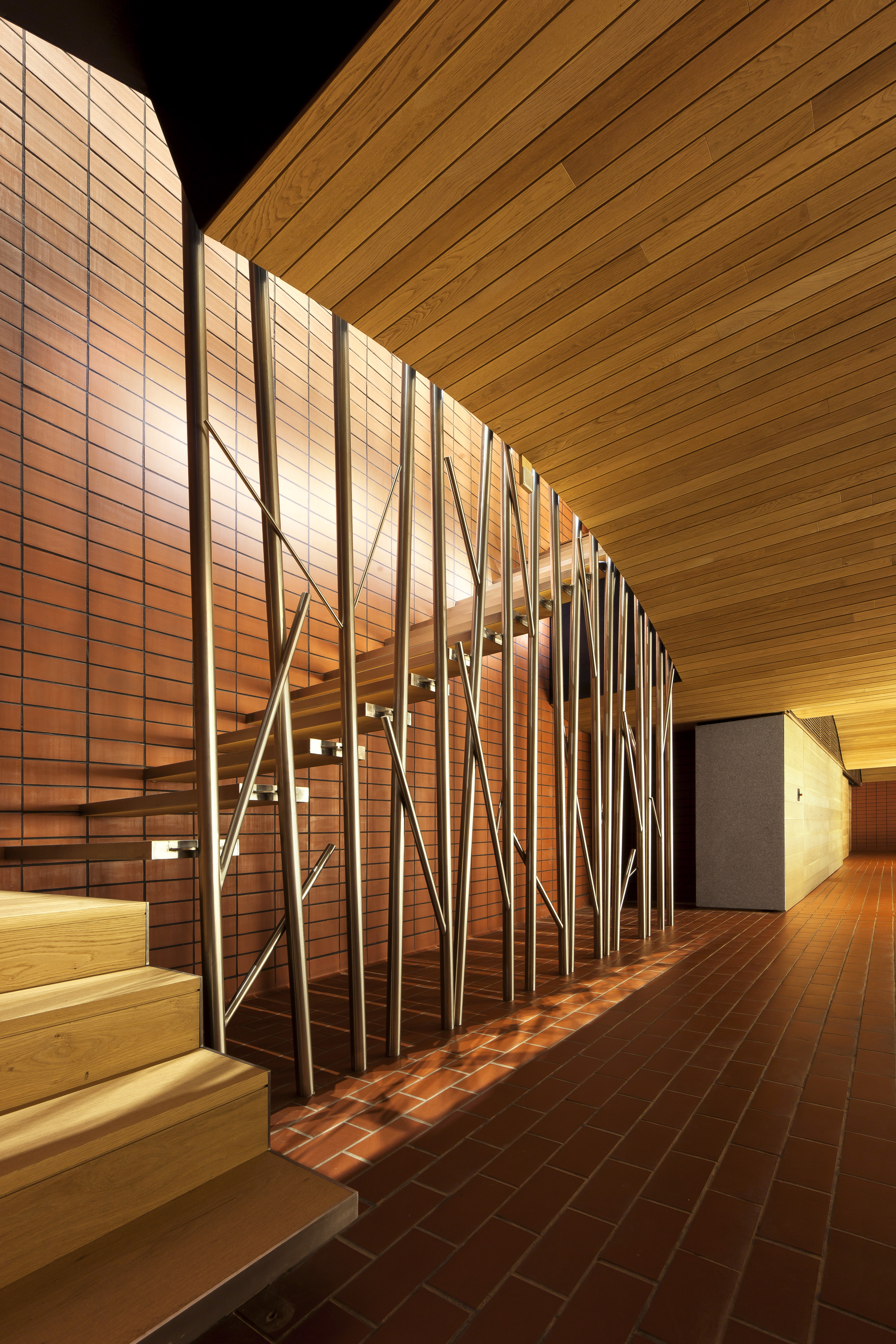
Einseitig aufgehängte Harfentreppe

Eine Harfentreppe (oder Hängetreppe) ist eine an Seilen oder Stahlstäben aufgehängte Treppe.

## Begriff und Geschichte
Der Begriff Harfentreppe basiert auf der Assoziation der Aufhängung mit den Saiten einer Harfe. Die Konstruktion ermöglicht eine zuvor in der Geschichte der Treppen nicht denkbar gewesene Transparenz und Durchsichtigkeit des Treppenlaufs.
Ein früher Vorläufer von Hänge- bzw. Harfentreppen ist die zweigeschossige Zwillingswendeltreppe in der 1731 fertiggestellten Barock-Bibliothek im Kloster Vorau. Dort haben die handgeschmiedeten Eisenstäbe einen Durchmesser von 26–28 mm und durchdringen die Stufen aus Nussbaumholz.
In der modernen Architektur sind 1934 frühe Experimente mit Hängetreppen von Walter Gropius und Joost Schmidt bekannt, die möglicherweise von Hängebrücken inspiriert waren.
Die Idee aufgehängter Treppenstufen wurde beim Bauen nach dem Zweiten Weltkrieg in der Zeit des Wirtschaftswunders aufgegriffen. Einseitig aufgehängte Harfentreppen waren in den 1960er und 1970er Jahren besonders in Reihenhäusern sehr beliebt, wegen der im Verhältnis zu anderen Treppentypen viel geringeren Herstellungskosten.

## Konstruktion
Unterschieden werden zweiseitig und einseitig aufgehängte Harfentreppen. Die Seile bzw. Stäbe der Harfen- bzw. Hängetreppe sind am Boden und an der Decke befestigt.
Die Harfe dient anstelle eines ansteigenden Geländers auch als Absturzsicherung. Ein zusätzlicher Handlauf kann sowohl an der Harfe, als auch an der Wand des Treppenraumes angebracht werden.

Als Harfentreppe wird teilweise auch eine Variante mit einem tragenden Gitter bezeichnet, wobei das die Gewichtskraft der Treppe inklusive Verkehrslast bis auf den Boden ableitet. Da hierdurch zur statischen Stabilität beigetragen wird, ist es möglich, die Holme, welche die Stufen tragen, filigraner zu gestalten. 

Beispiele
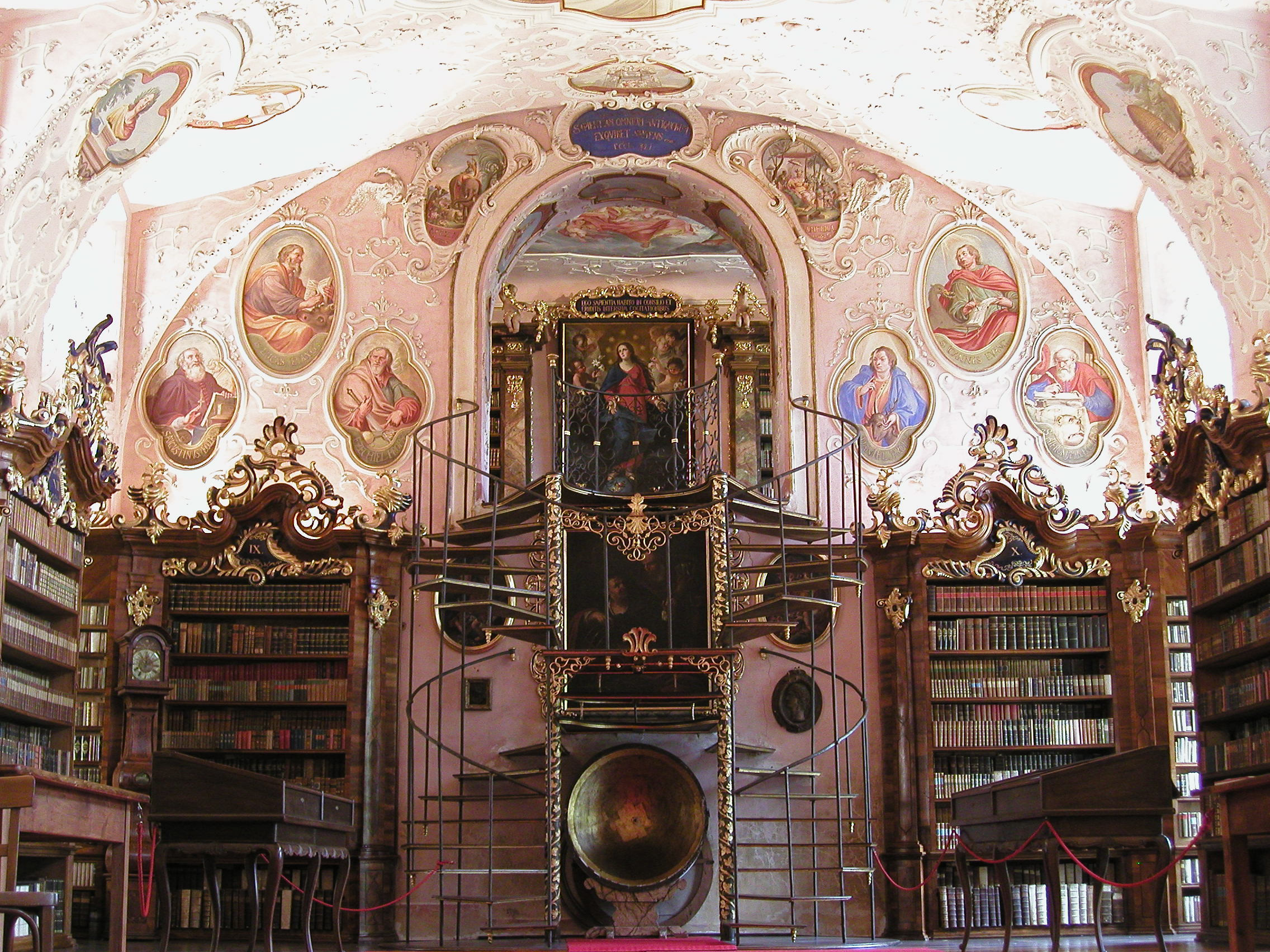
Bibliothekstreppe im Kloster Vorau